# Fronteira África do Sul–Namíbia
A fronteira entre África do Sul e Namíbia é a linha que limita os territórios da África do Sul e da Namíbia. 

## Descrição

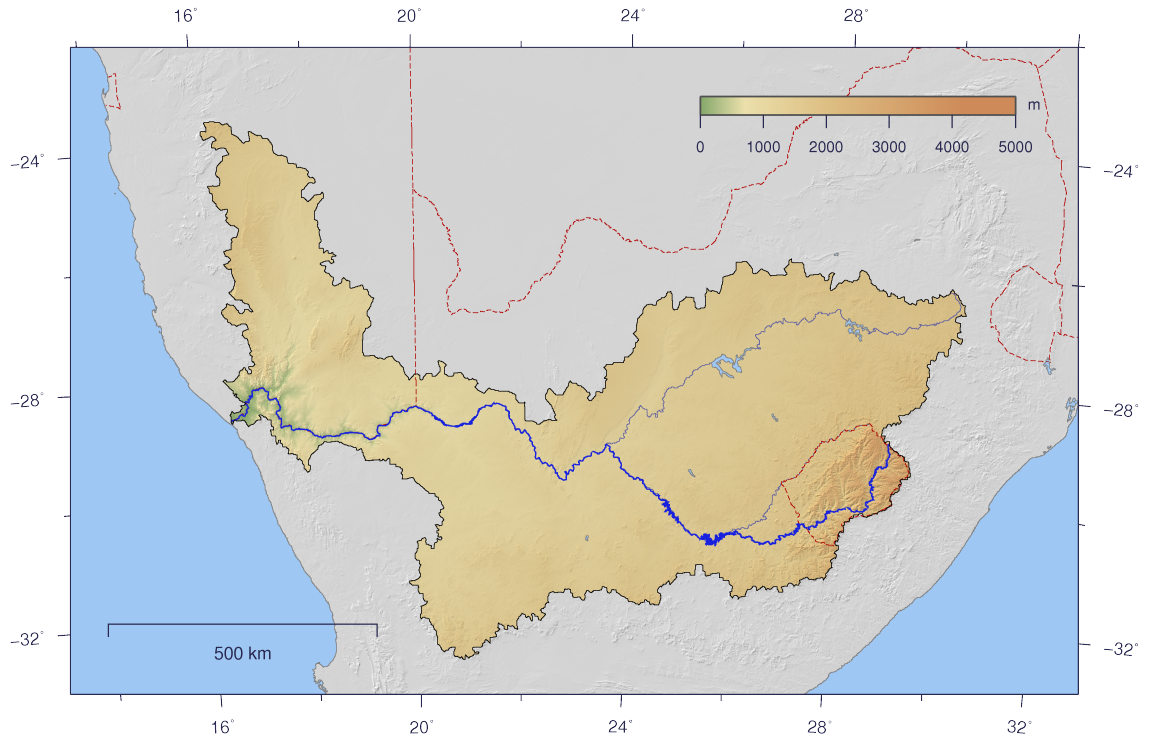
A fronteira é em grande parte situada na bacia do rio Orange.

Inicia-se no ponto de tríplice fronteira de ambos os países com o Botswana, seguindo a direção norte-sul segundo o meridiano 20 E durante centenas de quilómetros até se encontrar com o rio Orange. A partir daí é delimitada por este, tomando uma direção geral leste-oeste até à foz do rio no Oceano Atlântico.
O norte da fronteira situa-se no deserto de Calaari, e a outra secção da fronteira está compreendida na bacia do rio Orange em região de clima semi-desértico.
Há seis pontos de passagem oficiais entre os dois países, que são (de oeste para leste): Alexander Bay, Vioolsdrift, Onseepkans, Noeniesput,  Nakop e Rietfontein.